# 肖尼芒德 (密蘇里州)
肖尼芒德（英語：Shawnee Mound）是位於美國密蘇里州亨利縣的非建制地區。

## 歷史
肖尼芒德的郵局於1855年設立，其後於1901年停運。

## 地理
肖尼芒德所處的海拔為高於海平面284米（即932英呎），而該地所採用的時區為UTC-6，即北美中部時區（CST）。同時該地設有夏令時間，為UTC-6調快一小時，即UTC-5（CDT）。